# Isole del Mar Nero

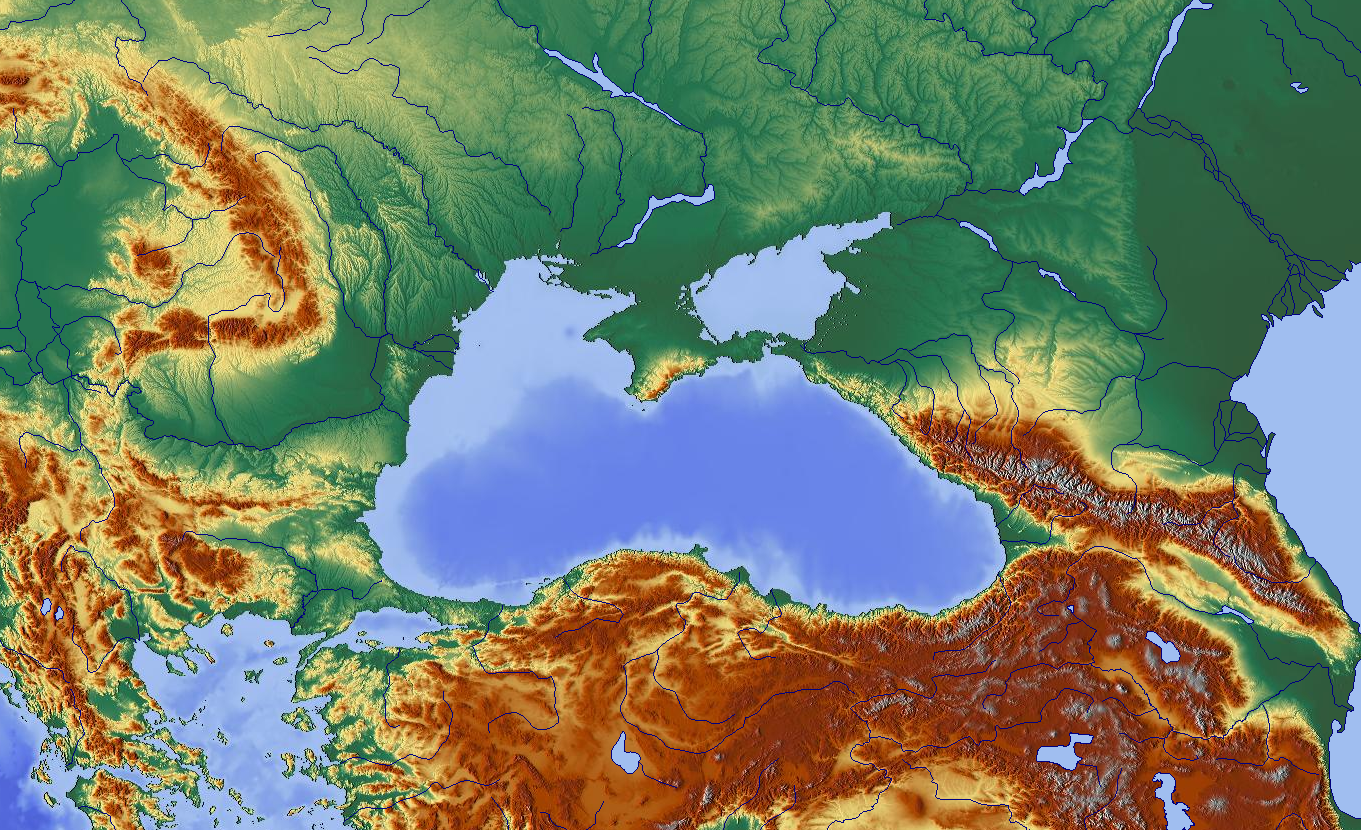
Il Mar Nero

Sono di seguito elencate le principali isole del Mar Nero divise per nazione di appartenenza. Da notare il numero esiguo in rapporto alla superficie del bacino, tra l'altro le isole sono tutte di dimensioni modeste.

## Bulgaria
- Isola di Sant'Anastasia
- Isola di San Cirillo
- Isola di Sant'Ivan
- Isola di San Pietro
- Isola di San Tommaso

## Romania
- Isola di Sacalinu Mare
- Isola di Sacalinu Mic
- isola di Peuce

## Russia
- Isola di Krupinin
- Isola di Sudzhuk
- Isola di Utrish

## Turchia
- Isola di Kefken
- Isola di Oreke
- Isola di Giresun

## Ucraina
- Isola dei Serpenti